# Handebol nos Jogos Olímpicos de Verão de 2020 - Feminino
O torneio feminino de handebol nos Jogos Olímpicos de Verão de 2020 foi realizado entre 25 de julho e 8 de agosto de 2021, com todos os jogos sendo disputados no Ginásio Nacional Yoyogi, em Tóquio.
Originalmente programado para ser realizado em 2020, em 24 de março de 2020 as Olimpíadas foram adiadas para 2021 devido à pandemia de COVID-19. Pela mesma razão as partidas foram realizadas com os portões fechados.

## Medalhistas
|  | FRA França |  | ROC |  | NOR Noruega |
|  | Méline Nocandy Blandine Dancette Pauline Coatanea Chloé Valentini Allison Pineau Coralie Lassource Grâce Zaadi Deuna Amandine Leynaud Kalidiatou Niakaté Cléopatre Darleux Océane Sercien-Ugolin Laura Flippes Béatrice Edwige Pauletta Foppa Estelle Nze Minko Alexandra Lacrabère |  | Anna Sedoykina Polina Kuznetsova Polina Gorshkova Daria Dmitrieva Anna Sen Anna Vyakhireva Polina Vedekhina Vladlena Bobrovnikova Kseniya Makeyeva Elena Mikhaylichenko Olga Fomina Ekaterina Ilina Yulia Managarova Antonina Skorobogatchenko Victoriya Kalinina |  | Henny Reistad Veronica Kristiansen Marit Malm Frafjord Stine Skogrand Nora Mørk Stine Bredal Oftedal Silje Solberg Kari Brattset Dale Katrine Lunde Marit Røsberg Jacobsen Camilla Herrem Sanna Solberg-Isaksen Kristine Breistøl Marta Tomac Vilde Johansen |

## Calendário
| G | Fase de grupos | QF | Quartas de final | SF | Semifinais | B | Disputa pelo bronze | F | Final |

| DataEvento       | Sáb 24 jul | Dom 25 jul | Seg 26 jul | Ter 27 jul | Qua 28 jul | Qui 29 jul | Sex 30 jul | Sáb 31 jul | Dom 1 ago | Seg 2 ago | Ter 3 ago | Qua 4 ago | Qui 5 ago | Sex 6 ago | Sáb 7 ago | Sáb 7 ago | Dom 8 ago | Dom 8 ago |
| ---------------- | ---------- | ---------- | ---------- | ---------- | ---------- | ---------- | ---------- | ---------- | --------- | --------- | --------- | --------- | --------- | --------- | --------- | --------- | --------- | --------- |
| Torneio feminino |            | G          |            | G          |            | G          |            | G          |           | G         |           | QF        |           | SF        |           |           | B         | F         |

## Qualificação
Doze equipes se classificaram para o torneio feminino de handebol:
| Método                                | Data                                  | Local      | Vagas | Classificado         |
| ------------------------------------- | ------------------------------------- | ---------- | ----- | -------------------- |
| País-sede                             | —                                     | —          | 1     | Japão                |
| Campeonato Europeu de 2018            | 29 de novembro–16 de dezembro de 2018 | França     | 1     | França               |
| Jogos Pan-Americanos de 2019          | 24–30 de julho de 2019                | Peru       | 1     | Brasil               |
| Torneio Pré-Olímpico Asiático de 2019 | 23–29 de setembro de 2019             | China      | 1     | Coreia do Sul        |
| Torneio Pré-Olímpico Africano de 2019 | 26–29 de setembro de 2019             | Senegal    | 1     | Angola               |
| Campeonato Mundial de 2019            | 29 de novembro–15 de dezembro de 2019 | Japão      | 1     | Países Baixos        |
| Pré-Olímpico Mundial de 2020          | 19–21 de março de 2021                | Espanha    | 2     | Espanha · Suécia     |
| Pré-Olímpico Mundial de 2020          | 19–21 de março de 2021                | Hungria    | 2     | Rússia · Hungria     |
| Pré-Olímpico Mundial de 2020          | 19–21 de março de 2021                | Montenegro | 2     | Montenegro · Noruega |
| Total                                 |                                       |            | 12    |                      |

- Notas:

1. ↑  A Rússia não pode competir usando seu nome e bandeira devido a uma sanção imposta pelo Comitê Olímpico Internacional por violações de doping.[6]

## Formato
A competição se iniciou com uma fase preliminar dividida dois grupos de seis equipes, em que todos do grupo se enfrentam. As quatro melhores equipes em cada grupo seguem para as quartas de final. A partir das quartas de final a competição passa para o sistema eliminatório direto ("mata-mata"), com uma única partida, em que o vencedor segue para a fase seguinte. Os vencedores das semifinais disputam a medalha de ouro e os perdedores a medalha de bronze.

## Sorteio
Os potes e o formato do sorteio foram anunciados em 21 de março de 2021, com o sorteio propriamente dito sendo realizado em 1 de abril de 2021.
Potes
| Pote 1                  | Pote 2           | Pote 3            | Pote 4         | Pote 5                 | Pote 6          |
| ----------------------- | ---------------- | ----------------- | -------------- | ---------------------- | --------------- |
| Países Baixos · Espanha | ROC · Montenegro | Noruega · Hungria | Suécia · Japão | França · Coreia do Sul | Angola · Brasil |

## Árbitros
Os pares de árbitros foram selecionados em 21 de abril de 2021.
| Árbitros      | Árbitros                        |
| ------------- | ------------------------------- |
| Alemanha      | Robert Schulze Tobias Tönnies   |
| Argélia       | Youcef Belkhiri Sid Ali Hamidi  |
| Argentina     | María Paolantoni Mariana García |
| Chéquia       | Václav Horáček Jiří Novotný     |
| Coreia do Sul | Koo Bon-ok Lee Se-ok            |
| Croácia       | Matija Gubica Boris Milošević   |
| Dinamarca     | Mads Hansen Jesper Madsen       |
| Egito         | Yasmina El-Saied Heidy El-Saied |

| Árbitros           | Árbitros                                |
| ------------------ | --------------------------------------- |
| Eslovênia          | Bojan Lah David Sok                     |
| Espanha            | Óscar Raluy Ángel Sabroso               |
| França             | Charlotte Bonaventura Julie Bonaventura |
| Macedônia do Norte | Gjorgji Nachevski Slave Nikolov         |
| Portugal           | Duarte Santos Ricardo Fonseca           |
| Rússia             | Viktoriia Alpaidze Tatiana Berezkina    |
| Suécia             | Mirza Kurtagic Mattias Wetterwik        |
| Suíça              | Arthur Brunner Morad Salah              |

## Fase de grupos
Na primeira fase as seleções foram divididas em dois grupos de seis equipes cada no formato de todos-contra-todos. As quatro primeiras de cada grupo se classificam às quartas de final.
Todas as partidas seguem o fuso horário local (UTC+9).
|  | Equipes classificadas às quartas de final |

### Grupo A
| Pos | Equipe        | Pts | J | V | E | D | GP  | GC  | SG  |
| --- | ------------- | --- | - | - | - | - | --- | --- | --- |
| 1   | Noruega       | 10  | 5 | 5 | 0 | 0 | 170 | 123 | +47 |
| 2   | Países Baixos | 8   | 5 | 4 | 0 | 1 | 169 | 143 | +26 |
| 3   | Montenegro    | 4   | 5 | 2 | 0 | 3 | 139 | 142 | −3  |
| 4   | Coreia do Sul | 3   | 5 | 1 | 1 | 3 | 147 | 165 | −18 |
| 5   | Angola        | 3   | 5 | 1 | 1 | 3 | 130 | 156 | −26 |
| 6   | Japão         | 2   | 5 | 1 | 0 | 4 | 124 | 150 | −26 |

Critérios de desempate: 1) Pontos; 2) Confronto direto; 3) Diferença de gols no confronto direto; 4) Número de gols feitos no confronto direto; 5) Diferença de gols; 6) Gols marcados; 7) Sorteio.
| 25 de julho de 2021 09:00 | Países Baixos | 32–21     | Japão   | Ginásio Nacional Yoyogi, Tóquio Árbitros: García, Paolantoni |
| 25 de julho de 2021 09:00 | Abbingh 7     | (18–10)   | Fujii 5 | Ginásio Nacional Yoyogi, Tóquio Árbitros: García, Paolantoni |
| 25 de julho de 2021 09:00 | 2×            | Relatório | 3× 1×   | Ginásio Nacional Yoyogi, Tóquio Árbitros: García, Paolantoni |

| 25 de julho de 2021 14:15 | Montenegro   | 33–22     | Angola    | Ginásio Nacional Yoyogi, Tóquio Árbitros: Alpaidze, Berezkina |
| 25 de julho de 2021 14:15 | Radičević 12 | (13–12)   | Fonseca 6 | Ginásio Nacional Yoyogi, Tóquio Árbitros: Alpaidze, Berezkina |
| 25 de julho de 2021 14:15 | 3× 2×        | Relatório | 5×        | Ginásio Nacional Yoyogi, Tóquio Árbitros: Alpaidze, Berezkina |

| 25 de julho de 2021 16:15 | Noruega          | 39–27     | Coreia do Sul | Ginásio Nacional Yoyogi, Tóquio Árbitros: Bonaventura, Bonaventura |
| 25 de julho de 2021 16:15 | Brattset Dale 11 | (18–10)   | Sim H-i. 5    | Ginásio Nacional Yoyogi, Tóquio Árbitros: Bonaventura, Bonaventura |
| 25 de julho de 2021 16:15 | 5×               | Relatório | 2× 1×         | Ginásio Nacional Yoyogi, Tóquio Árbitros: Bonaventura, Bonaventura |

| 27 de julho de 2021 09:00 | Japão           | 29–26     | Montenegro | Ginásio Nacional Yoyogi, Tóquio Árbitros: Alpaidze, Berezkina |
| 27 de julho de 2021 09:00 | Hara, Ikehara 6 | (14–13)   | Brnović 6  | Ginásio Nacional Yoyogi, Tóquio Árbitros: Alpaidze, Berezkina |
| 27 de julho de 2021 09:00 | 8× 1×           | Relatório | 3× 2×      | Ginásio Nacional Yoyogi, Tóquio Árbitros: Alpaidze, Berezkina |

| 27 de julho de 2021 16:15 | Coreia do Sul | 36–43     | Países Baixos | Ginásio Nacional Yoyogi, Tóquio Árbitros: Lah, Sok |
| 27 de julho de 2021 16:15 | Ryu E-h. 10   | (15–19)   | Abbingh 6     | Ginásio Nacional Yoyogi, Tóquio Árbitros: Lah, Sok |
| 27 de julho de 2021 16:15 | 2× 1×         | Relatório | 7× 2×         | Ginásio Nacional Yoyogi, Tóquio Árbitros: Lah, Sok |

| 27 de julho de 2021 19:30 | Angola            | 21–30     | Noruega           | Ginásio Nacional Yoyogi, Tóquio Árbitros: García, Paolantoni |
| 27 de julho de 2021 19:30 | Guialo, Kassoma 6 | (10–15)   | Solberg-Isaksen 7 | Ginásio Nacional Yoyogi, Tóquio Árbitros: García, Paolantoni |
| 27 de julho de 2021 19:30 | 4×                | Relatório | 3× 2×             | Ginásio Nacional Yoyogi, Tóquio Árbitros: García, Paolantoni |

| 29 de julho de 2021 09:00 | Países Baixos  | 37–28     | Angola   | Ginásio Nacional Yoyogi, Tóquio Árbitros: El-Saied, El-Saied |
| 29 de julho de 2021 09:00 | Van Wetering 7 | (17–15)   | Guialo 8 | Ginásio Nacional Yoyogi, Tóquio Árbitros: El-Saied, El-Saied |
| 29 de julho de 2021 09:00 | 1×             | Relatório | 5×       | Ginásio Nacional Yoyogi, Tóquio Árbitros: El-Saied, El-Saied |

| 29 de julho de 2021 14:15 | Japão   | 24–27     | Coreia do Sul | Ginásio Nacional Yoyogi, Tóquio Árbitros: Kurtagic, Wetterwik |
| 29 de julho de 2021 14:15 | Kondo 7 | (11–12)   | Ryu E-h. 9    | Ginásio Nacional Yoyogi, Tóquio Árbitros: Kurtagic, Wetterwik |
| 29 de julho de 2021 14:15 | 3× 1×   | Relatório | 3×            | Ginásio Nacional Yoyogi, Tóquio Árbitros: Kurtagic, Wetterwik |

| 29 de julho de 2021 16:15 | Montenegro  | 23–35     | Noruega         | Ginásio Nacional Yoyogi, Tóquio Árbitros: Bonaventura, Bonaventura |
| 29 de julho de 2021 16:15 | Radičević 6 | (13–13)   | Mørk, Reistad 7 | Ginásio Nacional Yoyogi, Tóquio Árbitros: Bonaventura, Bonaventura |
| 29 de julho de 2021 16:15 | 3× 2×       | Relatório | 3×              | Ginásio Nacional Yoyogi, Tóquio Árbitros: Bonaventura, Bonaventura |

| 31 de julho de 2021 09:00 | Angola                    | 28–25     | Japão  | Ginásio Nacional Yoyogi, Tóquio Árbitros: García, Paolantoni |
| 31 de julho de 2021 09:00 | Guialo, Kassoma, Santos 5 | (15–13)   | Hara 6 | Ginásio Nacional Yoyogi, Tóquio Árbitros: García, Paolantoni |
| 31 de julho de 2021 09:00 | 2× 1×                     | Relatório | 1×     | Ginásio Nacional Yoyogi, Tóquio Árbitros: García, Paolantoni |

| 31 de julho de 2021 11:00 | Montenegro  | 28–26     | Coreia do Sul | Ginásio Nacional Yoyogi, Tóquio Árbitros: El-Saied, El-Saied |
| 31 de julho de 2021 11:00 | Radičević 6 | (13–11)   | Lee M-g. 10   | Ginásio Nacional Yoyogi, Tóquio Árbitros: El-Saied, El-Saied |
| 31 de julho de 2021 11:00 | 4× 2×       | Relatório | 3×            | Ginásio Nacional Yoyogi, Tóquio Árbitros: El-Saied, El-Saied |

| 31 de julho de 2021 21:30 | Noruega | 29–27     | Países Baixos | Ginásio Nacional Yoyogi, Tóquio Árbitros: Alpaidze, Berezkina |
| 31 de julho de 2021 21:30 | Mørk 9  | (16–13)   | Smits 7       | Ginásio Nacional Yoyogi, Tóquio Árbitros: Alpaidze, Berezkina |
| 31 de julho de 2021 21:30 | 2×      | Relatório | 3×            | Ginásio Nacional Yoyogi, Tóquio Árbitros: Alpaidze, Berezkina |

| 2 de agosto de 2021 09:00 | Coreia do Sul          | 31–31     | Angola   | Ginásio Nacional Yoyogi, Tóquio Árbitros: Bonaventura, Bonaventura |
| 2 de agosto de 2021 09:00 | Jung Y-r., Kang E-h. 7 | (16–17)   | Guialo 8 | Ginásio Nacional Yoyogi, Tóquio Árbitros: Bonaventura, Bonaventura |
| 2 de agosto de 2021 09:00 |                        | Relatório | 7×       | Ginásio Nacional Yoyogi, Tóquio Árbitros: Bonaventura, Bonaventura |

| 2 de agosto de 2021 19:30 | Países Baixos     | 30–29     | Montenegro  | Ginásio Nacional Yoyogi, Tóquio Árbitros: Fonseca, Santos |
| 2 de agosto de 2021 19:30 | Van der Heijden 5 | (17–12)   | Radičević 8 | Ginásio Nacional Yoyogi, Tóquio Árbitros: Fonseca, Santos |
| 2 de agosto de 2021 19:30 | 5× 1×             | Relatório | 3× 2×       | Ginásio Nacional Yoyogi, Tóquio Árbitros: Fonseca, Santos |

| 2 de agosto de 2021 21:30 | Noruega    | 37–25     | Japão               | Ginásio Nacional Yoyogi, Tóquio Árbitros: El-Saied, El-Saied |
| 2 de agosto de 2021 21:30 | Frafjord 6 | (16–11)   | Ohyama, Yokoshima 5 | Ginásio Nacional Yoyogi, Tóquio Árbitros: El-Saied, El-Saied |
| 2 de agosto de 2021 21:30 | 3×         | Relatório | 1× 2×               | Ginásio Nacional Yoyogi, Tóquio Árbitros: El-Saied, El-Saied |

### Grupo B
| Pos | Equipe  | Pts | J | V | E | D | GP  | GC  | SG  |
| --- | ------- | --- | - | - | - | - | --- | --- | --- |
| 1   | Suécia  | 7   | 5 | 3 | 1 | 1 | 152 | 133 | +19 |
| 2   | ROC     | 7   | 5 | 3 | 1 | 1 | 148 | 149 | −1  |
| 3   | França  | 5   | 5 | 2 | 1 | 2 | 139 | 135 | +4  |
| 4   | Hungria | 4   | 5 | 2 | 0 | 3 | 142 | 149 | −7  |
| 5   | Espanha | 4   | 5 | 2 | 0 | 3 | 135 | 142 | −7  |
| 6   | Brasil  | 3   | 5 | 1 | 1 | 3 | 133 | 141 | −8  |

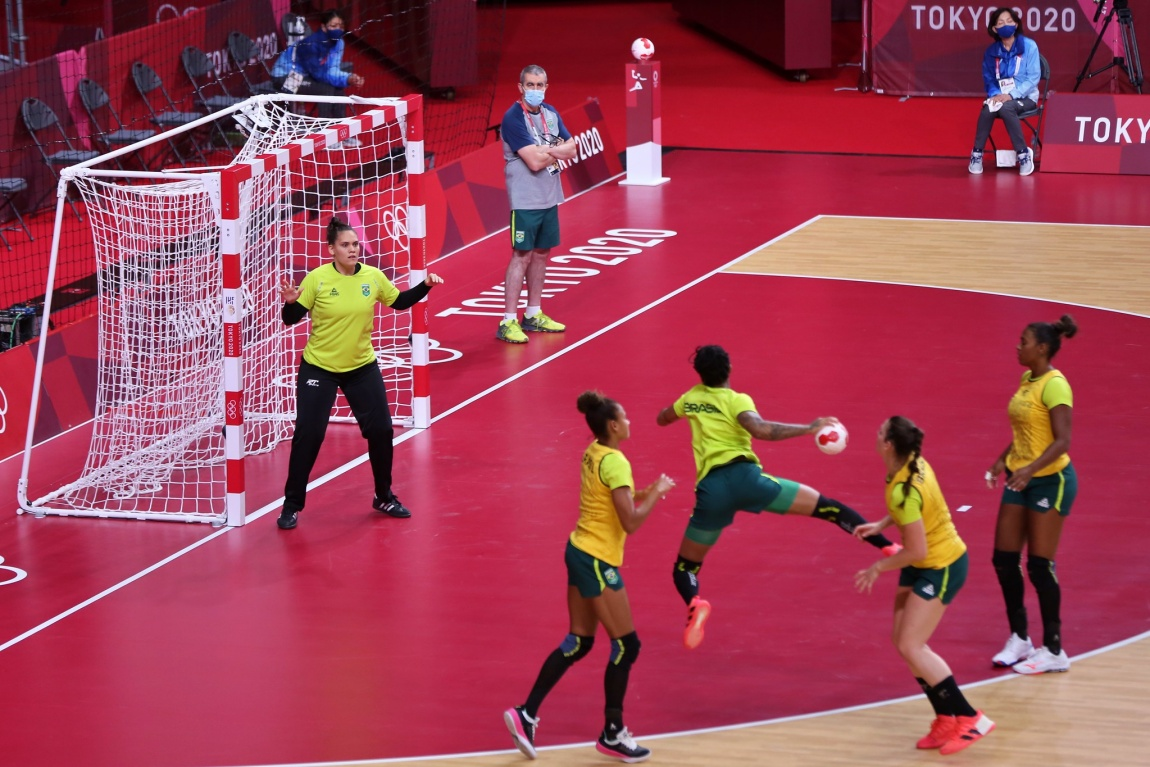
Seleção do Brasil durante um aquecimento nos Jogos Olímpicos de 2020.

Critérios de desempate: 1) Pontos; 2) Confronto direto; 3) Diferença de gols no confronto direto; 4) Número de gols feitos no confronto direto; 5) Diferença de gols; 6) Gols marcados; 7) Sorteio.
| 25 de julho de 2021 11:00 | ROC     | 24–24     | Brasil     | Ginásio Nacional Yoyogi, Tóquio Árbitros: Fonseca, Santos |
| 25 de julho de 2021 11:00 | Ilina 6 | (14–12)   | De Paula 7 | Ginásio Nacional Yoyogi, Tóquio Árbitros: Fonseca, Santos |
| 25 de julho de 2021 11:00 | 3× 2×   | Relatório | 4× 1×      | Ginásio Nacional Yoyogi, Tóquio Árbitros: Fonseca, Santos |

| 25 de julho de 2021 19:30 | Espanha | 24–31     | Suécia    | Ginásio Nacional Yoyogi, Tóquio Árbitros: Koo, Lee |
| 25 de julho de 2021 19:30 | Pena 7  | (9–13)    | Hansson 6 | Ginásio Nacional Yoyogi, Tóquio Árbitros: Koo, Lee |
| 25 de julho de 2021 19:30 | 3× 1×   | Relatório | 2×        | Ginásio Nacional Yoyogi, Tóquio Árbitros: Koo, Lee |

| 25 de julho de 2021 21:30 | Hungria | 29–30     | França   | Ginásio Nacional Yoyogi, Tóquio Árbitros: Hansen, Madsen |
| 25 de julho de 2021 21:30 | Vámos 7 | (12–15)   | Zaadi 10 | Ginásio Nacional Yoyogi, Tóquio Árbitros: Hansen, Madsen |
| 25 de julho de 2021 21:30 | 3×      | Relatório | 4× 1×    | Ginásio Nacional Yoyogi, Tóquio Árbitros: Hansen, Madsen |

| 27 de julho de 2021 11:00 | Brasil         | 33–27     | Hungria   | Ginásio Nacional Yoyogi, Tóquio Árbitros: Koo, Lee |
| 27 de julho de 2021 11:00 | Belo, Vieira 7 | (17–11)   | Schatzl 7 | Ginásio Nacional Yoyogi, Tóquio Árbitros: Koo, Lee |
| 27 de julho de 2021 11:00 | 4× 1×          | Relatório | 3×        | Ginásio Nacional Yoyogi, Tóquio Árbitros: Koo, Lee |

| 28 de julho de 2021 14:15 | Suécia      | 36–24     | ROC         | Ginásio Nacional Yoyogi, Tóquio Árbitros: El-Saied, El-Saied |
| 28 de julho de 2021 14:15 | Strömberg 8 | (15–9)    | Vedekhina 5 | Ginásio Nacional Yoyogi, Tóquio Árbitros: El-Saied, El-Saied |
| 28 de julho de 2021 14:15 | 1×          | Relatório | 4× 1×       | Ginásio Nacional Yoyogi, Tóquio Árbitros: El-Saied, El-Saied |

| 28 de julho de 2021 21:30 | França             | 25–28     | Espanha  | Ginásio Nacional Yoyogi, Tóquio Árbitros: Brunner, Salah |
| 28 de julho de 2021 21:30 | Coatanea, Pineau 5 | (12–12)   | Martín 6 | Ginásio Nacional Yoyogi, Tóquio Árbitros: Brunner, Salah |
| 28 de julho de 2021 21:30 | 3× 2×              | Relatório | 5× 2×    | Ginásio Nacional Yoyogi, Tóquio Árbitros: Brunner, Salah |

| 29 de julho de 2021 11:00 | Espanha | 27–23     | Brasil     | Ginásio Nacional Yoyogi, Tóquio Árbitros: Hansen, Madsen |
| 29 de julho de 2021 11:00 | Pena 7  | (13–13)   | De Paula 8 | Ginásio Nacional Yoyogi, Tóquio Árbitros: Hansen, Madsen |
| 29 de julho de 2021 11:00 | 1×      | Relatório | 3× 1×      | Ginásio Nacional Yoyogi, Tóquio Árbitros: Hansen, Madsen |

| 29 de julho de 2021 19:30 | Hungria   | 31–38     | ROC         | Ginásio Nacional Yoyogi, Tóquio Árbitros: Brunner, Salah |
| 29 de julho de 2021 19:30 | Klujber 9 | (17–22)   | Dmitrieva 7 | Ginásio Nacional Yoyogi, Tóquio Árbitros: Brunner, Salah |
| 29 de julho de 2021 19:30 | 5× 1×     | Relatório | 5× 1×       | Ginásio Nacional Yoyogi, Tóquio Árbitros: Brunner, Salah |

| 29 de julho de 2021 21:30 | Suécia      | 28–28     | França  | Ginásio Nacional Yoyogi, Tóquio Árbitros: Fonseca, Santos |
| 29 de julho de 2021 21:30 | Strömberg 7 | (16–17)   | Foppa 6 | Ginásio Nacional Yoyogi, Tóquio Árbitros: Fonseca, Santos |
| 29 de julho de 2021 21:30 | 3× 1×       | Relatório | 4× 1×   | Ginásio Nacional Yoyogi, Tóquio Árbitros: Fonseca, Santos |

| 31 de julho de 2021 14:15 | ROC     | 28–27     | França   | Ginásio Nacional Yoyogi, Tóquio Árbitros: Hansen, Madsen |
| 31 de julho de 2021 14:15 | Ilina 9 | (15–17)   | Pineau 9 | Ginásio Nacional Yoyogi, Tóquio Árbitros: Hansen, Madsen |
| 31 de julho de 2021 14:15 | 1× 2×   | Relatório | 2× 1×    | Ginásio Nacional Yoyogi, Tóquio Árbitros: Hansen, Madsen |

| 31 de julho de 2021 16:15 | Brasil       | 31–34     | Suécia             | Ginásio Nacional Yoyogi, Tóquio Árbitros: Koo, Lee |
| 31 de julho de 2021 16:15 | Nascimento 7 | (13–15)   | Hansson, Roberts 6 | Ginásio Nacional Yoyogi, Tóquio Árbitros: Koo, Lee |
| 31 de julho de 2021 16:15 | 4× 1×        | Relatório | 5×                 | Ginásio Nacional Yoyogi, Tóquio Árbitros: Koo, Lee |

| 31 de julho de 2021 19:30 | Hungria          | 29–25     | Espanha                     | Ginásio Nacional Yoyogi, Tóquio Árbitros: Fonseca, Santos |
| 31 de julho de 2021 19:30 | Klujber, Vámos 6 | (14–11)   | Gutiérrez Bermejo, Martín 5 | Ginásio Nacional Yoyogi, Tóquio Árbitros: Fonseca, Santos |
| 31 de julho de 2021 19:30 | 5× 1×            | Relatório | 2×                          | Ginásio Nacional Yoyogi, Tóquio Árbitros: Fonseca, Santos |

| 2 de agosto de 2021 11:00 | França              | 29–22     | Brasil       | Ginásio Nacional Yoyogi, Tóquio Árbitros: Lah, Sok |
| 2 de agosto de 2021 11:00 | Lassource, Pineau 4 | (17–11)   | Nascimento 6 | Ginásio Nacional Yoyogi, Tóquio Árbitros: Lah, Sok |
| 2 de agosto de 2021 11:00 | 2×                  | Relatório | 2×           | Ginásio Nacional Yoyogi, Tóquio Árbitros: Lah, Sok |

| 2 de agosto de 2021 14:15 | Espanha | 31–34     | ROC          | Ginásio Nacional Yoyogi, Tóquio Árbitros: Hansen, Madsen |
| 2 de agosto de 2021 14:15 | López 7 | (17–18)   | Vyakhireva 7 | Ginásio Nacional Yoyogi, Tóquio Árbitros: Hansen, Madsen |
| 2 de agosto de 2021 14:15 | 1×      | Relatório | 2×           | Ginásio Nacional Yoyogi, Tóquio Árbitros: Hansen, Madsen |

| 2 de agosto de 2021 16:15 | Hungria                                  | 26–23     | Suécia            | Ginásio Nacional Yoyogi, Tóquio Árbitros: García, Paolantoni |
| 2 de agosto de 2021 16:15 | Hafra, Klujber, Lukacs, Marton, Zácsik 4 | (15–15)   | Carlson, Hagman 5 | Ginásio Nacional Yoyogi, Tóquio Árbitros: García, Paolantoni |
| 2 de agosto de 2021 16:15 | 1×                                       | Relatório | 5×                | Ginásio Nacional Yoyogi, Tóquio Árbitros: García, Paolantoni |

## Fase final

### Chaveamento
|  | Quartas de final    | Quartas de final    |                     |    | Semifinal           | Semifinal           |  |  | Final | Final |
|  |                     |                     |                     |    |                     |                     |  |  |       |       |
|  | 4 de agosto de 2021 |                     |                     |    |                     |                     |  |  |       |       |
|  |                     |                     |                     |    |                     |                     |  |  |       |       |
|  | Noruega             | 26                  |                     |    |                     |                     |  |  |       |       |
|  | Noruega             | 26                  | 6 de agosto de 2021 |    |                     |                     |  |  |       |       |
|  | Hungria             | 22                  |                     |    |                     |                     |  |  |       |       |
|  | Hungria             | 22                  | Noruega             | 26 |                     |                     |  |  |       |       |
|  | 4 de agosto de 2021 |                     | Noruega             | 26 |                     |                     |  |  |       |       |
|  |                     | ROC                 | 27                  |    |                     |                     |  |  |       |       |
|  | Montenegro          | ROC                 | 27                  | 26 |                     |                     |  |  |       |       |
|  | Montenegro          |                     | 8 de agosto de 2021 | 26 |                     |                     |  |  |       |       |
|  | ROC                 | 32                  |                     |    |                     |                     |  |  |       |       |
|  | ROC                 | 32                  | ROC                 | 25 |                     |                     |  |  |       |       |
|  | 4 de agosto de 2021 |                     | ROC                 | 25 |                     |                     |  |  |       |       |
|  |                     | França              | 30                  |    |                     |                     |  |  |       |       |
|  | França              | França              | 30                  | 32 |                     |                     |  |  |       |       |
|  | França              | 6 de agosto de 2021 |                     | 32 |                     |                     |  |  |       |       |
|  | Países Baixos       | 22                  |                     |    |                     |                     |  |  |       |       |
|  | Países Baixos       | 22                  | França              | 29 |                     |                     |  |  |       |       |
|  | 4 de agosto de 2021 |                     | França              | 29 |                     |                     |  |  |       |       |
|  |                     | Suécia              | 27                  |    | Disputa pelo bronze | Disputa pelo bronze |  |  |       |       |
|  | Suécia              | Suécia              | 27                  | 39 | Disputa pelo bronze | Disputa pelo bronze |  |  |       |       |
|  | Suécia              |                     | 8 de agosto de 2021 | 39 |                     |                     |  |  |       |       |
|  | Coreia do Sul       | 30                  |                     |    |                     |                     |  |  |       |       |
|  | Coreia do Sul       | 30                  | Noruega             | 36 |                     |                     |  |  |       |       |
|  |                     |                     |                     |    |                     |                     |  |  |       |       |
|  | Suécia              | 19                  |                     |    |                     |                     |  |  |       |       |
|  | Suécia              | 19                  |                     |    |                     |                     |  |  |       |       |

### Quartas de final
| 4 de agosto de 2021 09:30 | Montenegro   | 26–32     | ROC          | Ginásio Nacional Yoyogi, Tóquio Árbitros: Kurtagic, Wetterwik |
| 4 de agosto de 2021 09:30 | Radičević 10 | (15–17)   | Vyakhireva 8 | Ginásio Nacional Yoyogi, Tóquio Árbitros: Kurtagic, Wetterwik |
| 4 de agosto de 2021 09:30 | 1×           | Relatório | 7×           | Ginásio Nacional Yoyogi, Tóquio Árbitros: Kurtagic, Wetterwik |

| 4 de agosto de 2021 13:15 | Noruega         | 26–22     | Hungria  | Ginásio Nacional Yoyogi, Tóquio Árbitros: Bonaventura, Bonaventura |
| 4 de agosto de 2021 13:15 | Brattset Dale 7 | (12–10)   | Zácsik 5 | Ginásio Nacional Yoyogi, Tóquio Árbitros: Bonaventura, Bonaventura |
| 4 de agosto de 2021 13:15 |                 | Relatório | 2×       | Ginásio Nacional Yoyogi, Tóquio Árbitros: Bonaventura, Bonaventura |

| 4 de agosto de 2021 17:00 | Suécia                      | 39–30     | Coreia do Sul | Ginásio Nacional Yoyogi, Tóquio Árbitros: Alpaidze, Berezkina |
| 4 de agosto de 2021 17:00 | Blohm, Roberts, Strömberg 6 | (21–13)   | Kang K-m. 8   | Ginásio Nacional Yoyogi, Tóquio Árbitros: Alpaidze, Berezkina |
| 4 de agosto de 2021 17:00 | 3× 1×                       | Relatório | 4×            | Ginásio Nacional Yoyogi, Tóquio Árbitros: Alpaidze, Berezkina |

| 4 de agosto de 2021 20:45 | França    | 32–22     | Países Baixos | Ginásio Nacional Yoyogi, Tóquio Árbitros: Hansen, Madsen |
| 4 de agosto de 2021 20:45 | Flippes 6 | (19–11)   | Malestein 5   | Ginásio Nacional Yoyogi, Tóquio Árbitros: Hansen, Madsen |
| 4 de agosto de 2021 20:45 | 1×        | Relatório | 4×            | Ginásio Nacional Yoyogi, Tóquio Árbitros: Hansen, Madsen |

### Semifinal
| 6 de agosto de 2021 17:00 | França  | 29–27     | Suécia              | Ginásio Nacional Yoyogi, Tóquio Árbitros: Lah, Sok |
| 6 de agosto de 2021 17:00 | Zaadi 7 | (15–14)   | Carlson, Westberg 6 | Ginásio Nacional Yoyogi, Tóquio Árbitros: Lah, Sok |
| 6 de agosto de 2021 17:00 | 6× 1×   | Relatório | 4× 1×               | Ginásio Nacional Yoyogi, Tóquio Árbitros: Lah, Sok |

| 6 de agosto de 2021 21:00 | Noruega | 26–27     | ROC          | Ginásio Nacional Yoyogi, Tóquio Árbitros: Bonaventura, Bonaventura |
| 6 de agosto de 2021 21:00 | Mørk 10 | (11–14)   | Vyakhireva 9 | Ginásio Nacional Yoyogi, Tóquio Árbitros: Bonaventura, Bonaventura |
| 6 de agosto de 2021 21:00 | 4× 1×   | Relatório | 3× 1×        | Ginásio Nacional Yoyogi, Tóquio Árbitros: Bonaventura, Bonaventura |

### Disputa pelo bronze
| 8 de agosto de 2021 11:00 | Noruega               | 36–19     | Suécia              | Ginásio Nacional Yoyogi, Tóquio Árbitros: Alpaidze, Berezkina |
| 8 de agosto de 2021 11:00 | Brattset Dale, Mørk 8 | (19–7)    | Carlson, Westberg 4 | Ginásio Nacional Yoyogi, Tóquio Árbitros: Alpaidze, Berezkina |
| 8 de agosto de 2021 11:00 | 3× 1×                 | Relatório | 3×                  | Ginásio Nacional Yoyogi, Tóquio Árbitros: Alpaidze, Berezkina |

### Final
| 8 de agosto de 2021 15:00 | ROC         | 25–30     | França          | Ginásio Nacional Yoyogi, Tóquio Árbitros: Lah, Sok |
| 8 de agosto de 2021 15:00 | Vedekhina 7 | (13–15)   | Foppa, Pineau 7 | Ginásio Nacional Yoyogi, Tóquio Árbitros: Lah, Sok |
| 8 de agosto de 2021 15:00 | 5× 1×       | Relatório | 5× 1×           | Ginásio Nacional Yoyogi, Tóquio Árbitros: Lah, Sok |

## Classificação final
| Pos.              | Seleção       |
| ----------------- | ------------- |
| Medalha de ouro   | França        |
| Medalha de prata  | ROC           |
| Medalha de bronze | Noruega       |
| 4                 | Suécia        |
| 5                 | Países Baixos |
| 6                 | Montenegro    |
| 7                 | Hungria       |
| 8                 | Coreia do Sul |
| 9                 | Espanha       |
| 10                | Angola        |
| 11                | Brasil        |
| 12                | Japão         |

A Seleção das Olímpiadas foram anunciados em 8 de agosto de 2021.

## Estatísticas

### Seleção do torneio
| Posição           | Jogador           |
| ----------------- | ----------------- |
| Goleira           | Katrine Lunde     |
| Ponta esquerda    | Polina Kuznetsova |
| Armadora esquerda | Jamina Roberts    |
| Armadora central  | Grâce Zaadi       |
| Armadora direita  | Anna Vyakhireva   |
| Ponta direita     | Laura Flippes     |
| Pivô              | Pauletta Foppa    |
| MVP               | Anna Vyakhireva   |

### Maiores pontuadoras
| Pos. | Jogador            | Gols | Chutes | %  |
| ---- | ------------------ | ---- | ------ | -- |
| 1    | Nora Mørk          | 52   | 72     | 72 |
| 2    | Jovanka Radičević  | 46   | 57     | 81 |
| 3    | Anna Vyakhireva    | 43   | 70     | 61 |
| 4    | Jamina Roberts     | 39   | 59     | 66 |
| 5    | Ekaterina Ilina    | 35   | 49     | 71 |
| 6    | Pauletta Foppa     | 34   | 42     | 81 |
| 6    | Carin Strömberg    | 34   | 62     | 55 |
| 8    | Grâce Zaadi        | 33   | 55     | 60 |
| 8    | Kari Brattset Dale | 33   | 43     | 77 |
| 8    | Daria Dmitrieva    | 33   | 54     | 61 |

Fonte: IHF

### Melhores goleiras
| Pos. | Jogador           | %    | Defesas | Chutes |
| ---- | ----------------- | ---- | ------- | ------ |
| 1    | Katrine Lunde     | 37,5 | 45      | 120    |
| 2    | Minami Itano      | 36,7 | 18      | 49     |
| 3    | Silje Solberg     | 35,5 | 61      | 172    |
| 4    | Sakura Hauge      | 33,7 | 56      | 166    |
| 5    | Cléopatre Darleux | 32,8 | 43      | 131    |
| 6    | Silvia Navarro    | 32,6 | 44      | 135    |
| 7    | Jessica Ryde      | 32,2 | 39      | 121    |
| 8    | Amandine Leynaud  | 30,1 | 50      | 166    |
| 9    | Blanka Bíró       | 28,2 | 50      | 177    |
| 10   | Rinka Duijndam    | 27,4 | 23      | 84     |

Fonte: IHF